# Philippe Meusnier
Philippe Meusnier est un peintre en architecture français né à Paris en 1656, et mort à Paris le 27 décembre 1734 et inhumé le lendemain.

## Biographie
Il est le fils de Jean Meusnier, marchand et bourgeois de Paris, et de Michelle Simon, d'après son contrat de mariage dressé chez le notaire Guillaume Lévesque, le 19 juillet 1683. Il est probablement né  dans une famille protestante vivant rue Montmartre, à Paris.
Son père a placé Philippe Meusnier dans l'atelier du peintre Jacques Rousseau comme il le déclare à l'Académie royale de peinture et de sculpture : « Du premier jour d’Octobre 1672 - Monsieur Rousseau a certifié à l’Académie que Philippe Meunier, natif de Paris, luy est obligé depuis le mois d’Aoust dernier présédent, et a requis qu’il fust enregistré pour jouir des privilèges portez par les Ordonnances, et a payé l’echu d’ort ». Dezallier d'Argenville a remarqué que son maître avait remarqué qu'il avait un goût pour l'architecture l'a formé à la représentation de l'espace, de la profondeur et de l'architecture. Jacques Rousseau qui avait fait le voyage de Rome a conseillé à son élève d'y aller se perfectionner en se confrontant aux grands modèles antiques et modernes. Aucun document ne donne les dates de son voyage. Dezallier d'Argenville indique qu'il y a passé huit années. Il est de retour à Paris avant son mariage, en 1683.
Il s'est marié le 8 août 1683, à l'âge de 26 ans, avec Eugénie Malvillain (vers 1656-Tours, mars 1749), âgée de 17 ans.
De retour à Paris, Jacques Rousseau le fait travailler sur les décors extérieurs du château de Marly. La lutte contre les Protestants par le roi Louis XIV a conduit à l'exclusion de Jacques Rousseau de l'Académie en 1681. Néanmoins, il continue à peindre à fresque les murs extérieurs du château de Marly jusqu'à ce qu'il quitte la France pour l'Angleterre, vers 1687. Philippe Meusnier prend alors la suite de son maître à Marly, jusqu'en 1691 qui marque la fin de sa première intervention à Marly. Cette situation est étonnante s'il est toujours Protestant. Louis XIV étant content de son travail, lui confie la réalisation des feux et des réjouissances faits à Marly pour la naissance du duc de Bourgogne.
Le roi lui a confié en 1700 la réalisation des peintures d'architecture de la voûte de la chapelle royale de Versailles, la partie centrale de la voûte étant confiée à Antoine Coypel. Ces travaux ont été réalisés à partir de 1708. Le duc d'Orléans a choisi les deux peintres pour exécuter le décor du plafond de la galerie d'Énée du Palais-Royal, entre 1702 et 1705, aujourd'hui détruit.
Dezallier d'Argenville écrit qu'ayant été critiqué par des contrôleurs des bâtiments du roi qui voulaient lui associer un autre peintre à Marly, il a décidé de quitter la France pour aller à Munich où il a été reçu par l'électeur de Bavière, Maximilien-Emmanuel de Bavière. Par ailleurs, la mort de Jules Hardouin-Mansart, en 1708, lui a retiré un appui. Maud Guichané pense que cette date est trop tardive et qu'il faut placer ce voyage à Munich après la fin de ses premiers travaux à Marly et sa réception à l'Académie royale de peinture et de sculpture, en 1700. Selon Dezallier d’Argenville, Monsieur de Torcy, secrétaire d'État des affaires étrangères, est chargé par le roi d’envoyer un passeport à Meusnier afin de le faire revenir en France. Maud Guichané suppose qu'il a dû abjurer pour pouvoir revenir en France. Pierre-Marcel Lévi (Pierre Marcel) indique qu'il s'est converti en 1688
Cas très rare, il est agréé et reçu par l'Académie royale de peinture et de sculpture le 30 juillet 1700. Il est nommé dans la classe des Conseillers de l'Académie le 1er septembre 1703.
Entre 1705 et 1712, il intervient pour la deuxième phase de décoration du château de Marly, après la destruction de la Perspective de Jacques Rousseau.
Philippe Meusnier intervient de nouveau pour le duc d'Orléans. En 1708, il réalise avec Jean Lemoyne de Paris (1638-1713) les peintures du plafond de l'hôtel d'Argenton construit à partir de 1704, pour Mademoiselle de Séry, comtesse d'Argenton, maîtresse du duc d'Orléans. Entre 1714 et 1718, il peint le décor des murs de la galerie d'Énée au Palais-Royal.
En 1708, il commence la réalisation des peintures de la voûte de la chapelle royale de Versailles. La réalisation des peintures du programme iconographique est partagée entre trois peintres. Antoine Coypel se voit confier la partie centrale de la nef. Jean Jouvenet devant peindre le plafond surplombant la tribune dédié à la Pentecôte, et Charles de La Fosse, le cul-de-four, l'Ascension. Philippe Meusnier a réalisé « toute la partie décorative, des guirlandes, des caissons, des rosaces dorées, et qui traça une sorte de cadre où pût s’inscrire la composition principale,, ». Cependant, l'« Estat général des dépenses faite pour la chapelle » semble limiter le travail de Philippe Meusnier à la préparation de la voûte avant l'intervention des peintres.
En 1709, il obtient un brevet de logement sous la galerie du Louvre dans le logement qui était attribué à Jean Lemoyne, dit le Lorrain, décédé. Ce logement a été attribué en 1735 à Claude Langlois, faiseur d'instruments de mathématiques.
Antoine Joseph Dezallier d'Argenville indique qu'il a travaillé au décor du théâtre de Bruxelles.
Antoine Watteau a travaillé pour Philippe Meusnier comme l'écrit, en 1715, Carl Gustaf Tessin : il « emploie Watho pour peindre des figures » dans ses tableaux. Ce n'est pas la seule citation indiquant que Meusnier emploie d'autre peintres pour peindre des figures dans ses tableaux.
Il est mort en 1734 d'une maladie à la suite d'une chute. 
De son mariage il a eu quatre enfants :
- X. Meusnier, peintre, élève de Largillière, il est ensuite passé en Angleterre où il est mort[19] ;
- Marie Meusnier, mariée à Jean Paradis, en 1711[20],
- Pierre Meusnier (1711-1781), architecte, ingénieur du roi, inspecteur des levées et turcies de la Loire, échevin de la ville de Tours (1770-1779), mort à Tours,
- Eugénie Meusnier, fille cadette.